# ظرف أسود (مسلسل)
ظرف أسود هو مسلسل دراما وإثارة مصري عُرض سنة 2015، من إنتاج هاني أسامة، وتامر مرتضى، وسيناريو أيمن مدحت، وإخراج أحمد مدحت، ومن بطولة عمرو يوسف، ودرة، وصلاح عبد الله، وإنجي المقدم، ومحمود البزاوي، ومحمد ممدوح. تدور الأحداث حول رجل يفقد كل ما كان يملكه في يوم من الأيام، حيث يفقد عائلته، وعمله، وكل ما كان له قيمة في حياته، ويصير المستقبل أمامه حالكًا مظلمًا، وهو ما يضطره للدخول إلى كواليس عالم جديد عليه، لا يعرف من خلاله ما الذي يمكن أن يصادفه في طريقه.

## قصة المسلسل
يبدأ كل شيء بيوسف، رجل عادي يجد نفسه فجأة في قلب دوامة معقدة من المؤامرات بعد خروجه من السجن بسبب قضية غامضة. يعيش يوسف صدمة الواقع عندما يكتشف أن حياته تغيّرت تمامًا خلال فترة سجنه، ويبدأ في ملاحقة خيوط متشابكة تربط بين قضيته، وزوجته سعاد، وشخصيات ذات نفوذ، أبرزهم البرنس، الذي يحوم حول حياته بتهديدات ناعمة ومعلنة.
بين محاولة استعادة ابنه، والكشف عن سر الظرف الأسود الغامض الذي يصله تباعًا، يجد يوسف نفسه متورطًا في عالم خفي من المصالح والأدوار المزدوجة. يظهر في الخلفية اسم ضاحي، شخصية غامضة لا يُعرف إن كانت حقيقية أم وهمًا، لتتحول حياة يوسف إلى مطاردة مستمرة بين ما يعيشه وما يطارده.
يمثل سليم دربالة نقطة تقاطع خطيرة في القصة: رجل قانون بواجهة نزيهة، لكنه يلعب من خلف الستار أدوارًا معقدة في عالم لا يعترف بالبراءة أو الذنب، بل بالمصلحة. وسط هذه الشبكة، تتداخل مصائر شخصيات متعددة كإنجي، وليد، وسعاد، ويجد كل منهم نفسه لاعبًا أو ضحية في لعبة أكبر منهم.
تتصاعد حدة الصراع وتتشابك الأحداث بين جرائم قتل، وابتزاز، واختفاءات، وتحقيقات رسمية، تتخللها مشاهد نفسية ثقيلة ومواقف إنسانية محيّرة. تتبدل التحالفات، وتنكشف وجوه كانت تُخفي الكثير، بينما يظل يوسف يحاول انتزاع حقيقة تائهة بين الظلال، والهرب من مصير يبدو أنه كُتب له بغير إرادته.
في النهاية، يقف يوسف أمام مرآة الواقع، متسائلًا إن كان ما يعيشه حقيقة أم مجرد انعكاس لكابوس طويل. وبين حلم العدالة وكابوس التلاعب، تطرح القصة أسئلة عميقة عن الهوية، والذنب، والمصير، وتُبقي المشاهد معلقًا حتى اللحظة الأخيرة، في حالة من الشك والترقب، حيث لا شيء كما يبدو، ولا أحد بريء تمامًا.

## طاقم التمثيل
- عمرو يوسف بدور يوسف
- درة بدور سعاد
- صلاح عبد الله بدور سليم دربالة
- إنجي المقدم بدور إنجي
- محمود البزاوي بدور سعيد البرنس
- محمد ممدوح بدور ياسين
- ياسر علي ماهر بدور علي الجندي
- إسماعيل شرف بدور شريف إدريس
- أحمد نجدي بدور خميس البرنس
- فراس سعيد بدور طارق ضرغام
- محمد العمروسي بدور وليد حافظ
- إيمان أبو طالب بدور د. نهال
- لبنى عبد العزيز بدور نادية
- سمر جابر بدور سحر
- نور محمود بدور أكرم
- أحمد مصطفى بدور حسام
- إنجي أبو زيد بدور أمل حيدر
- مدحت مرسي بدور عم حسن
- عادل أمين بدور هلال
- مفيد عاشور بدور المعالج النفسي
- زياد قطب بدور هيثم طفل
- سيرين وائل بدور الطفلة

## وصلات خارجية
- ظرف أسود على موقع IMDb (الإنجليزية)
- ظرف أسود على موقع قاعدة بيانات الأفلام العربية
- ظرف أسود على موقع قاعدة بيانات الفيلم (الإنجليزية)